# محمد یعقوب (سیاستمدار)
محمد یعقوب (زاده: ۱۳۳۳ ولسوالی قلعه نو ولایت بادغیس) یک سیاست‌مدار اهل افغانستان است. وی نمایندهٔ مردم بادغیس در دوره پانزدهم مجلس نمایندگان افغانستان بود.

## زندگی‌نامه
محمد یعقوب متولد ۱۳۳۳ از ولسوالی قلعه نو ولایت بادغیس است. وی تحصیلات خود را در دانشکده روشان شهر کابل در مقطع لیسانس و در رشته تعلیم و تربیت به پایان رساند.

## دیگر فعالیت‌ها
- فعالیت به عنوان معلم در بخش آموزش.[۱]
- شاروال (شهردار) ولسوالی قلعه نور.[۱]
- نماینده مردم بادغیس در گردهمایی بزرگ اضطراری.[۱]
- وکیل پارلمان در دوره حکومت محمد نجیب‌الله.[۱]